# كنيسة بطرس وبولس
كنيسة بطرس وبولس للروم الكاثوليك تقع في أعالي بلدة شفا عمرو العربيَّة شمال إسرائيل وهي ذات قبه وبرج أجراس عالي وقد سميت على اسم القديسين بطرس وبولس المعروفين في التاريخ المسيحي.
بنى هذه الكنيسة عثمان إذ كان قد نذر نذرا انه ان توفق في بناء قلعته فسوف يبني كنيسه للروم الكاثوليك ويعود تاريخها إلى زمن القلعة.
لقد بدأت جدران الكنيسة بالتلف في بداية القرن العشرين لذلك تم ترميمها وتقويتها سنة 1904 وهي ما تزال صامده حتى يومنا هذا.